# 克热克库都克牧场
克热克库都克牧场，是中华人民共和国新疆维吾尔自治区昌吉回族自治州木垒哈萨克自治县下辖的一个类似乡级单位。

## 行政区划
克热克库都克牧场下辖以下地区：
克牧场虚拟生活区。